# Тибр

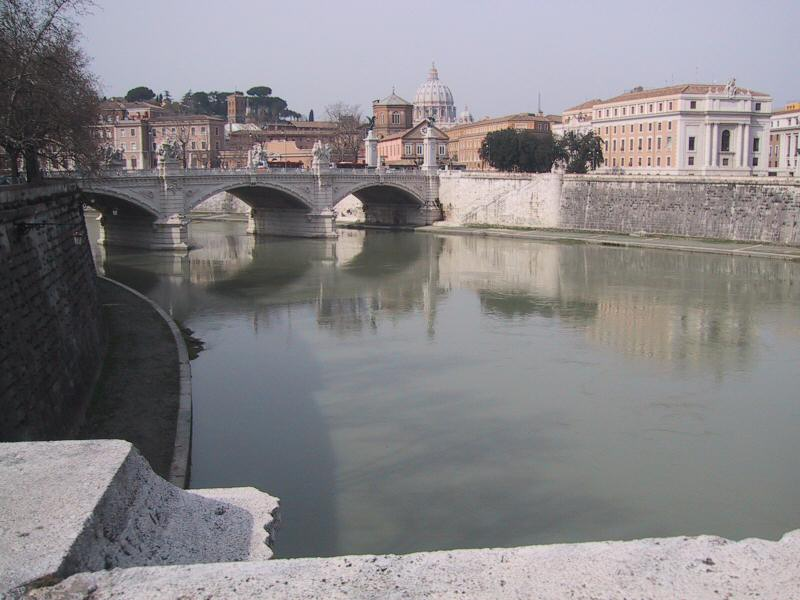
Річка Тибр біля мосту св. Ангела.

Тибр (італ. Tevere, лат. Tiberis) — річка в Італії, на якій стоїть Рим.
Найбільша річка на Апеннінському півострові:
- довжина 405 км
- середні витрати бл. 260 м³
- витік знаходиться в горах Апенінах.

У верхній та середній течії Тибр являє собою гірську річку, а в середній протікає по рівнині Маремма. Впадає в Тірренське море, утворюючи річкову дельту.
Річка Тибр є найбільшою на Апеннінському півострові. Її довжина — 405 км, а середня ширина — всього 105 м, в нижній течії на берегах річки розташований Рим. У пониззі річки можливе судноплавство. Система каналів пов'язує Тибр з іншою великою річкою півострова — Арно, що протікає набагато північніше. З нею пов'язані міста Флоренція та Піза. Обидві річки сумно знамениті своїми руйнівними повенями, які заподіюють збитки господарству міст та пам'яткам культури. Річки Апеннінського півострова належать до середземноморського типу — міліють влітку, повноводні взимку та восени.